# 자작
자작(子爵, Viscount, 여성형: 자작부인(子爵夫人, Viscountess), 여자작(女子爵))은 귀족의 5계급 중 하나로 백작(Count) 다음 가는 작위이다. 하위에는 남작(Baron)이 있다.

## 동양
비공식적으로 유교 경전에서 다른 오등작과 함께 고대 중국의 하나라 시대부터 존재하고 있었으며 상나라때에는 남작위와 함께 폐지되다가 은주혁명 이후 주나라가 패권을 쥐면서 남작위와 함께 부활했다하지만 인위적으로 조작된 흔적이 있어 실재로는 주나라 당시에 만들어진 것으로 추정되고 있다. 공작(Duke), 후작(Marques), 백작(Count), 자작(Viscount), 남작(Baron)이 있다.

### 중국
춘추시대에서는 천승지국을 호칭하기에는 격이 낮은 작위로 주나라 수도에서 떨어진 나라들의 대부분이 이 작위를 받았다. 왕에게 조례할 때 단독으로 참여할 수는 없었으며 후작내지는 백작들을 따라가 함께 조례하는 정도였다. 
춘추시대에서 유명한 봉건국 중에 자작위를 가졌던 국가는 초나라와 진(秦)나라가 있다. 초나라는 초무왕이 왕호를 참칭한 후에도 주나라의 역사서에서는 초자(楚子)로 기록되어 있으며, 진(秦)나라는 본래 왕성(王性)이 아니라 자작위에 있었지만 진양공 시절에 주나라를 도와 뤄양을 회복시키고, 견융이 주나라로부터 빼앗은 기, 풍 지방을 함몰시키고 그 땅들을 하사받음과 동시에 백작위에 오르게 되었다.
이후 진한 시대에 들어서 폐지되다가 다시 위진 남북조 시대 당시인 서진에서 개국자란 명칭으로 다시 부활한 후 청나라까지 이어져 왔으나 신해혁명후 제정이 무너지면서 폐지된다.

### 일본
매이지 유신 이후 화족 계급이 성립하면서 화족 제도 중 공작과 후작, 백작의 뒤를 잇는 제4등위 계급이다. 수여 기준은 기타 당상가, 기타 다이묘, 분가한 공/후작가의 차남, 기타 국가에 훈공 있는 자이며 다른 작위들과 마찬가지로 일본이 태평양 전쟁에서 패한 후 1947년 미 군정에 위해 폐지된다.

### 한국
고려 시대 개국자란 명칭으로 봉작했으며 오등작 중에 네번째 서열이다. 원의 속국이 된 후인 충렬왕때 제후국이 쓸 수 없는 참람한 제도라는 명분으로 폐지되었다가 공민왕때 다시 오등작을 두지만 곧 사라졌다. 이후 조선에서도 개국 초기 이러한 전례를 따라 개국공신들에게 공신들의 본관에 따라 봉작위를 수여하다가 태종이 즉위한 후인 1401년 명과의 관계를 원활하기 위해 봉작제는 다시 폐지된다. 이후 1898년 조선이 대한제국으로 칭제건원했으나 여전히 봉군제를 유지했고, 1910년 경술국치 이후 일제가 한일병탄조약에 공이 있다는 구 대한제국의 관리들중 일부에게 자작위를 수여했다. 이때 자작위 수여자는 22명이었다.

## 서양
카롤링거 왕조 시기의 유럽에서 ' 비세코미테스'(vicecomites) 또는 '미시 코미티스'(missi comitis)는 백작의 대리인이나 부관으로서 백작의 위임을 받아 공식적인 권한을 행사했다. 이들은 백작이 부재중인 상황에서 백작의 업무를 대신해왔다. 이후 백작 작위가 점차 세습하는 것이 되자 부관들인 자작의 직위도 대세의 흐름에 따라 점차 세습되어 갔다. 예컨대 나르본과 님스, 알비 등지의 자작들은 10세기초에 자신들의 직위를 세습제로 만들었던 것으로 보인다. 그렇더라도 자작들은 한동안 백작의 관리라는 것 말고 다른 지위가 없는 상태였으며, 자신들을 단순히 비세코미테스라고 호칭하거나 자신들의 권력의 원천이 되는 백작 작위의 명칭을 가지고 자신들의 칭호를 규정했다. 어떤 경우에는 영지 또한 자작령이 존재하지 않으며 개별 영지의 영주로 군림했던 일도 있었다.

### 프랑스
11세기말에 이르러 지위를 토지소유권과 결부시키는 봉건주의의 전반적인 추세에 따라 프랑스 자작들은 자신들이 소유한 가장 중요한 봉토의 명칭을 가지고 자신들의 칭호를 정하게 되었다. 푸아티에 백작이 공작으로 있는 아키텐과 툴루즈에서 자작들은 종종 자신들의 봉건 영주를 상대로 자기 주장을 내세울 수 있을 만큼 대단한 귀족들이었다. 반면에 일드프랑스와 샹파뉴, 부르고뉴 일부 지방 등지의 자작은 12세기말에 이르러 자신의 특별한 행정적 기능을 '프레보'(prévôts)에게 넘겨주고 보잘것없는 봉신(封臣)으로 남게 되었다. 그러나 노르망디에서는 여전히 자작이 공작의 대리인으로서 사법적 기능을 다했다. 11세기 중엽에 이르러 노르망디 지방의 대부분은 행정상 '자작령'(vicomtés)으로 구분되었다. 이때문에 노르만인들은 잉글랜드의 주[州] 장관을 '바이카운트'[viscounte] 또는 '바이스콤스'[vicecomes]라고 지칭하기 시작했다. 또한 잉글랜드의 헨리 1세는 그의 노르만 영지에 있는 자작령의 세습적 소유자를 대부분 공작령의 관리로 교체했다.

### 영국
영국에서는 노르만 정복 이후 거의 400년이 지나도록 귀족계급 중에 자작의 직위가 들어 있지 않았다. 그러나 1436년에 불로뉴 백작이 된 보몬트 경 존이 1440년에 최초로 모든 남작들보다 우위에 있는 잉글랜드 귀족계급의 작위로서 보몬트 자작 작위를 받았다. 이후 20세기 후반까지 남아 있는 영국의 가장 오래된 자작 작위로는 1550년에 수여된 헤리퍼드 자작이 있다. 그러나 아일랜드에서 가장 오래된 고어맨스턴 자작은 그보다 앞선 1478년에 수여되었다.

### 스페인
8세기에 카롤루스 대제가 카탈루냐에 자작령을 창설한 이래 이 칭호는 아라곤과 카스티야로 확대되었으며, 백작의 대리인이라는 기능은 줄어들고 귀족으로서의 서열은 높아졌다. 스페인의 펠리페 4세는 1631년에서 1664년의 법령에서 선자작(先子爵 vizcondados previos) 제도를 도입했다. 이에 따르면 어느 누구도 먼저 자작(vizconde)을 거치지 않으면 백작이나 후작이 될 수 없다. 이 자격을 따기 위해서는 백작의 아들을 제외하고 누구나 750두카트의 수수료를 지불해야 했다. 또한 더 높은 작위를 받게 되면 의무적으로 자작 칭호를 취소하게 되는데 이때도 750두카트의 수수료를 내야 했다. 1846년에 이 취소의무 조항이 폐지되면서 수많은 가문들이 취소된 작위를 되살려달라고 청원하는 바람에 많은 혼란이 빚어졌다. 결국 1858년에는 더 높은 작위를 받는 데 반드시 자작을 거칠 필요가 없다는 포고령이 발표되었다.

### 독일
독일에는 자작은 성백이라고도 부르는 부르크그라프로 알려졌다. 이들은 일개성에 봉해진 귀족들이었다.